# Festival de Cinema Italiano
Festival de Cinema Italiano é um festival de cinema realizado no Brasil desde 2005.

## Histórico
O Festival de Cinema Italiano foi criado em 2005 por Nico Rossini, diretor da Câmara Ítalo-Brasileira de Comércio, Indústria e Agricultura para incentivar os cinéfilos do Brasil a conhecerem mais filmes italianos, além dos diretores tradicionais (como Fellini, De Sica, Visconti, Loren, Mastroianni, dentre outros).
Em 2013, teve a presença do roteirista e diretor Franco Brogi Taviani [It], que foi ao festival no Brasil lançar seu filme, "Os Desconhecidos". Em 2020, o festival aconteceu de forma virtual no Looke e no Petra Belas Artes à La Carte, e de forma presencial em drive-in, no Estádio do Pacaembu, idealizado pelas Câmaras Italianas com sedes no Brasil no Rio de Janeiro, Paraná, Santa Catarina, Minas Gerais e Rio Grande do Sul.
A abertura da edição de 2021 aconteceu no Auditório Oscar Niemeyer, no Parque Ibirapuera, São Paulo, com uma seleção de 32 ffilmes. Está sendo apresentada em formato híbrido, presencial (em São Paulo, no Petra Belas Artes) e virtual (em todo Brasil, no streaming do site do festival).

## Prêmio

### PrêmioPirellide Cinema Italiano
2021
- - O filme mais assistido ganhou o Prêmio Pirelli de Cinema Italiano[9]